# Опака (річка)
Опака (Опачка) — річка в Українських Карпатах (Східні Бескиди), у межах Дрогобицького району Львівської області. Права притока Бистриці Тисменицької (басейн Дністра).

## Опис
Довжина річки 10 км, площа басейну 45 км². Річка типово гірська. Річище слабозвивисте. Заплава місцями одностороння.

## Розташування
Витоки розташовані на північний захід від смт Східниці, в урочищі Погари. Річка тече переважно на північний захід і північ, лише у пригирловій частині повертає на південний захід. Впадає до Бистриці у північно-східній частині села Залокоть.
Притоки: Опачка (ліва); Зворець, Клютковиця (праві).
Над річкою розташоване село Опака.